# Hanning Sogn
Hanning Sogn er et sogn i Skjern Provsti (Ribe Stift).
I 1800-tallet var Hanning Sogn anneks til Dejbjerg Sogn. Begge sogne hørte til Bølling Herred i Ringkøbing Amt. Dejbjerg-Hanning sognekommune blev senere delt, så hvert sogn dannede sin egen sognekommune. Ved kommunalreformen i 1970 blev både Dejbjerg og Hanning indlemmet i Skjern Kommune, der ved strukturreformen i 2007 indgik i Ringkøbing-Skjern Kommune.
I Hanning Sogn ligger Hanning Kirke. Finderup Kirke blev i 1909 indviet som filialkirke til Hanning Kirke, og Finderup blev et kirkedistrikt i Hanning Sogn. I 2010 blev Finderup Kirkedistrikt udskilt som det selvstændige Finderup Sogn.
I Hanning og Finderup sogne findes følgende autoriserede stednavne:
- Dalgårde (bebyggelse)
- Finderup (bebyggelse)
- Finderup Rishøj (areal)
- Gadegård (bebyggelse, ejerlav)
- Gammel Hanning (bebyggelse, ejerlav)
- Hanning (bebyggelse)
- Hestkær (bebyggelse, ejerlav)
- Kongsholm (bebyggelse, ejerlav)
- Landting (bebyggelse)
- Lykkeby (bebyggelse)
- Løvstrup (bebyggelse)
- Løvstrup Plantage (areal)
- Rækker Mølle (bebyggelse)
- Skårup (bebyggelse, ejerlav)
- Vester Finderup (bebyggelse, ejerlav)
- Øster Finderup Gårde (bebyggelse, ejerlav)
- Årup (bebyggelse)